# Лазар Балабанов
Лазар Дельов Балабанов е български революционер, деец на македоно-одринското революционно движение.

## Биография
Лазар Балабанов е роден в гевгелийското село Кованец, тогава в Османската империя, днес в Северна Македония. Остава без образование. Присъединява се към четата на Иванчо Карасулията, в която става десетар. След смъртта на войводата през март 1906 година оглавява самостоятелна чета. Загива на Свети дух в местността Равната бука край родното му село.